# Sōjutsu
Sōjutsu (槍術?), significa «arte de la lanza», es un arte marcial japonés que consiste en el uso de la lanza (槍 yari?).

## Orígenes
La lanza tuvo un profundo papel en la mitología temprana de Japón, en ella las islas de Japón se crearon por un poco de agua salada caída de la hoja de una lanza, como armas el primer prototipo de lanza proviene de tierra firme Asia.  Estas versiones iniciales no fueron aceptables para los japoneses, que las rediseñaron de acuerdo a lo que su tecnología les permitía.

## Uso y popularidad

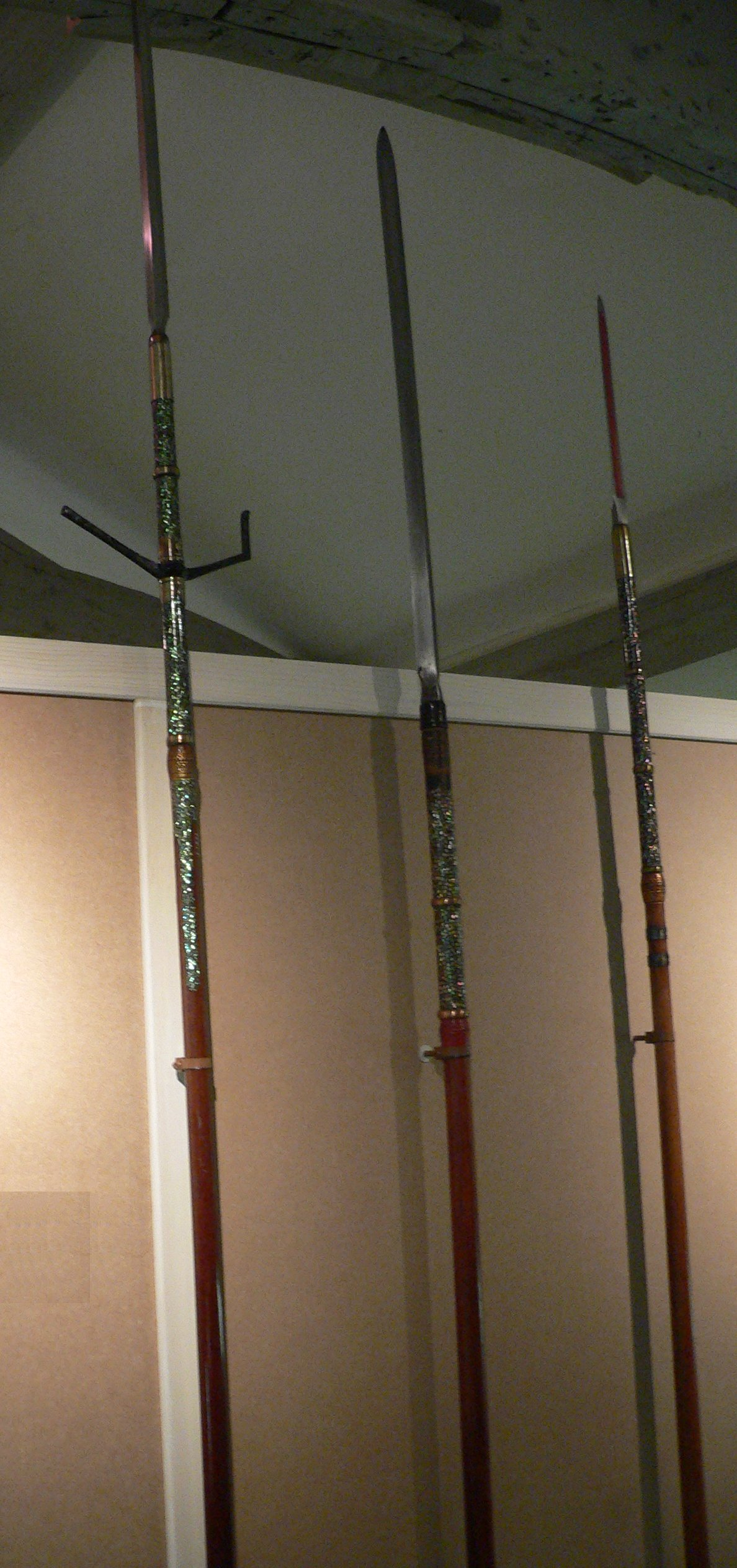
Diferentes modelos de yari.

El yari fue un arma muy popular durante el período feudal, considerada más barata y con menor requerimiento de aprendizaje que otras armas de su época, permitían formaciones cerradas de las tropas ashigaru. La popularidad del sōjutsu aumentó inmediatamente luego de las invasiones Mongolas de la 13.ª centuria que usaban lanceros en gran número.
En los últimos tiempos los japoneses modificaron las hojas de sus lanzas en múltiples tipos, para enfrentar otros lanceros o a la caballería.
Takeda Shingen cambió el arco de su caballería por yaris permitiendo que se produjeran cargas de caballería lo que derivó en muchas victorias para el clan Takeda.
Como todas las armas japonesas, el yari lo fabricaban artesanalmente. El eje del yari normalmente era de roble, rodeado de un contrachapado de bambú y todo cubierto con una laca impermeable. Una hoja muy afilada completaba la lanza. Al principio el yari medía de 3 a 4 metros de longitud, pero bien entrado el período Sengoku, se fue alargando a medida que los daimyō experimentaban su utilidad táctica.
Los daimyō llegaron a considerarla un arma de gran valor ofensivo-defensivo. Se partía de la teoría de que los guerreros enemigos no podrían entablar el combate mano a mano tras pasar una hilera de hojas afiladas al final de una larga lanza. Los diferentes clanes también homogeneizaron las longitudes de sus yari; por ejemplo, los utilizados por los lanceros del clan Oda pasaban de los cinco metros, en parte por su uso como protección contra las tropas armadas de arcabuces, que necesitaban que un compañero mantuviese al enemigo a raya mientras recargaban pero a medida que las armas de fuego se volvieron más habituales en las batallas la utilidad del yari comenzó a decaer.

## Práctica moderna
Generalmente el sōjutsu es un componente del currículo en los estilos tradicionales de artes marciales (koryū). Un estilo de budō, el Tenshin Shōden Katori Shintō-ryū reclama ser la primera en incluir sōjutsu de manera formal en su proceso de enseñanza, a pesar de que el estilo de Sōjutsu más difundido es el Hōzōin-ryū. Aunque luego del advenimiento de las armas de fuego el valor del sōjutsu como arte marcial se vio muy resentido todavía hay muchas escuelas enseñan sōjutsu en el mundo, se ha establecido que solo en Japón son aproximadamente unas 450 las que lo enseñan actualmente.
Asimismo en el arte marcial tradicional del aikidō, se mantienen varios conceptos tácticos alusivos a la lanza como arte descendiente del Daito Ryu Aiki Jujutsu, no solo en los gestos de entrada directa o "Irimi", sino en el entrenamiento con el bastón medio o jō.